# Botevgrad
Botevgrad (in bulgaro Ботевград?) è un comune bulgaro situato nella Regione di Sofia di 36 846 abitanti (dati 2009). La sede comunale è nella località omonima.

## Storia
Originariamente il villaggio era chiamato Samundžievo (Самунджиево) finché non fu elevato al rango di città nel 1865 con il nome di Orhanie (in bulgaro Орхание?; in turco ottomano اورخانيه). Il 1º dicembre 1934 la città prese il nome di Botevgrad in onore di Hristo Botev.

## Località
Il comune è formato dall'insieme delle seguenti località:
- Botevgrad (sede comunale)
- Boženica
- Gurkovo
- Elovdol
- Kraevo
- Lipnica
- Litakovo
- Novačene
- Radotina
- Raškovo
- Skravena
- Trudovec
- Vračeš